# Ity-tauy
Ity-tauy (también Ity-taui, Itj-tawy o Itj-tauy) fue la capital de Egipto durante el Imperio Medio aproximadamente entre  1965 y 1650 a. C. Fundada por Amenemhat I y residencia de los reyes de las dinastías XII y XIII, estaba situada en la región de El Fayum, cerca de la necrópolis de El Lisht, pero se desconoce todavía su localización exacta.

## Nombre
El nombre completo egipcio es Amenemhat-ity-tauy (ỉmn-n-ḥ3t ỉṯỉ t3wy), «Amenemhat, el que conquista las dos tierras».
| M17 | Y5 · N35 | G17 | F4 · X1 | V15 | N16 · N16 | X1 · O49 |

| M17 | Y5 · N35 | G17 | F4 · X1 | V15 | N16 · N16 | X1 · O49 |

Con la versión abreviada Ity-tauy (ỉṯỉ t3wy).
| V15 · t | A24 | N17 · N17 · N23 · N23 | O49 |

| V15 · t | A24 | N17 · N17 · N23 · N23 | O49 |

## Contexto histórico
El Primer periodo intermedio se caracteriza por la ruptura del gobierno unificado de Egipto que mantenían los faraones del Imperio antiguo. En su última fase (c. 2130 a. C. - c. 2040 a. C.) la rivalidad se centra entre los reyes heracleopolitanos del Bajo Egipto (dinastías IX y X) y los tebanos del Alto Egipto (dinastía XI). Finalmente es Mentuhotep II el que c.2040 a. C. conquista Heracleópolis, dando comienzo al Imperio medio.
Durante el reinado de los sucesores de Mentuhotep II, los últimos faraones de la dinastía XI Mentuhotep III y IV, la capital de Egipto permaneció en Tebas.

## Capital de Egipto

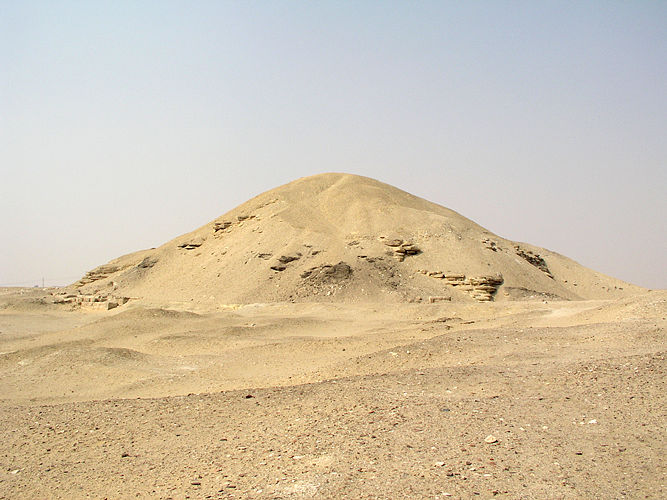
Pirámide de Amenemhat I en El Lisht.

Fue Amenemhat I, fundador de la dinastía XII, el que c. 1950 a. C. trasladó la capital desde Tebas a Ity-tauy, al norte en la zona del Delta. Se considera que las razones principales fueron la prevención ante las amenazas de invasores asiáticos, y la consideración de que los funcionarios y demás autoridades de la nueva capital solo le deberían lealtad al mismo rey, careciendo ellos mismos de bases de poder local.
La fecha de la fundación no está clara y, aunque existen indicios  que apuntan a un pronto traslado desde Tebas, algunos investigadores defienden una fecha cercana al año veinte del reinado de Amenemhat I. Por un lado debieron llevar entre tres y cinco años las obras  en Deir el-Bahari, cerca de Tebas, de una plataforma que se cree que forma parte del proyecto para la construcción de una tumba de Amenenhat I; además los hallazgos en el templo funerario de Amenenhat I en El Lisht indican una fecha muy tardía para su construcción, ya que las inscripciones parecen corresponder al primer año de reinado de Sesostris I. Por otra parte existen muy pocos monumentos tebanos atribuidos a Amenemhat I y, después de la de un alto funcionario llamado Meketra, no existen más tumbas de nobles lo cual sugiere un traslado temprano de la capital. Amenemhat I conmemoró este nuevo comienzo eligiendo como Nombre de Hor-Nub Wehemmesu, que significa «Renacimiento».
Durante dinastía XIII se mantuvo la capital en Ity-tauy, aunque al final de la dinastía es muy probable que algunos de sus faraones no conservaran el poder en todo Egipto. Además de rebeliones en Nubia se han encontrado pruebas de la existencia de gobernantes independientes en Avaris y Xois, en el delta del Nilo.

## Los hicsos y el final del Imperio Medio

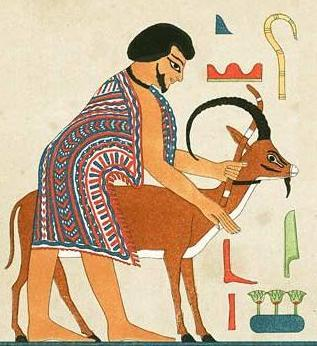
Representación de un personaje asiático quizás identificable con los futuros hicsos.
Tumba del funcionario de Senusret II Jnumhotep II en Beni Hassan, c. 1900 a. C.

Debilitado el poder central, aparecen en el delta gobernantes independientes, incluidos en la dinastía XIV de Manetón, como Nehesy, cuyo poder quizá proviniera originalmente de alguno de los últimos faraones de Ity-tauy. Pero lo que anuncia el comienzo del Segundo período intermedio es la aparición de los hicsos, «soberanos de países extranjeros» que formaron la dinastía XV. Los hicsos eran asiáticos, pueblos nombrados en las fuentes egipcias genéricamente como aamu, que establecieron su capital en Avaris.
El final del Imperio Medio viene marcado por el abandono de la residencia de El Lisht y el traslado del gobierno a Tebas, donde se instalaron los soberanos de la dinastía XVI. El último faraón de Ity-tauy fue probablemente Merneferra Ay (c. 1695-1685 a. C.), es el último rey de la dinastía XIII según el Canon de Turín y se conservan inscripciones suyas tanto en el Alto como en el Bajo Egipto.
Ante la presión procedente del norte Ity-tauy fue abandonada, aunque sigue sin estar claro el momento exacto. Se ha encontrado en El Kab la estela funeraria de Horemjaef, «inspector jefe de sacerdotes», que fue enviado a Ity-tauy a recoger, por orden de un rey no identificado, unas estatuas de Horus y de Isis:

Horus, vengador de su padre, me encargó una misión en la Residencia, coger (de allí) a Horus de Nejem junto a su madre Isis. [...] Me nombró comandante de un barco y de una tripulación, porque sabía que era un funcionario competente de su templo, vigilante respecto a sus encargos. Entonces marché río abajo con rapidez y traje a Horus de Nejen en (mis) manos junto a su madre, esta diosa, del buen oficio de Ity-tauy ante la presencia del propio rey.
Estela funeraria de Horemjaef.

Como se ha datado la tumba de Horemjaef entre 1650 a. C. y 1630 a. C. el abandono de Ity-tauy como capital se puede fechar con bastante aproximación dentro de las dos décadas anteriores. Esto no quiere decir que se despoblara inmediatamente: existen indicios de que seguía habiendo funcionarios en Ity-tauy sirviendo a los reyes hicsos y se sabe que durante este periodo el cementerio de El Lisht siguió en uso.